# Phytobia cambii
Phytobia cambii är en tvåvingeart som beskrevs av Friedrich Georg Hendel 1931. Phytobia cambii ingår i släktet Phytobia och familjen minerarflugor.
Artens utbredningsområde är Nederländerna. Arten är reproducerande i Sverige. Inga underarter finns listade i Catalogue of Life.